# Oswald Milne

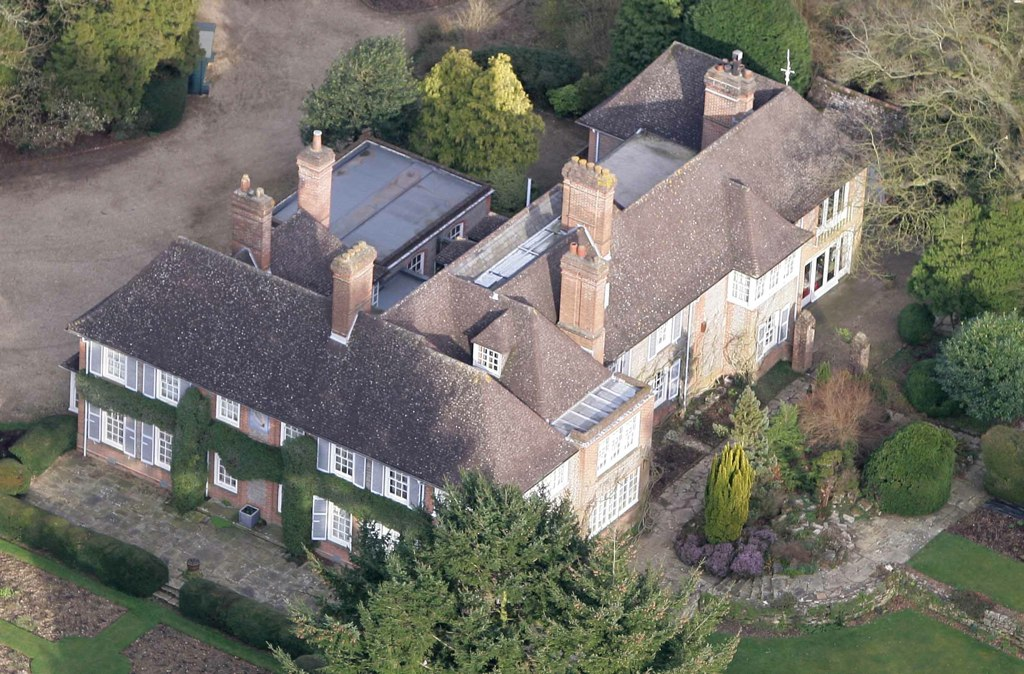
Nuffield Place, errichtet 1914, Henley-on-Thames

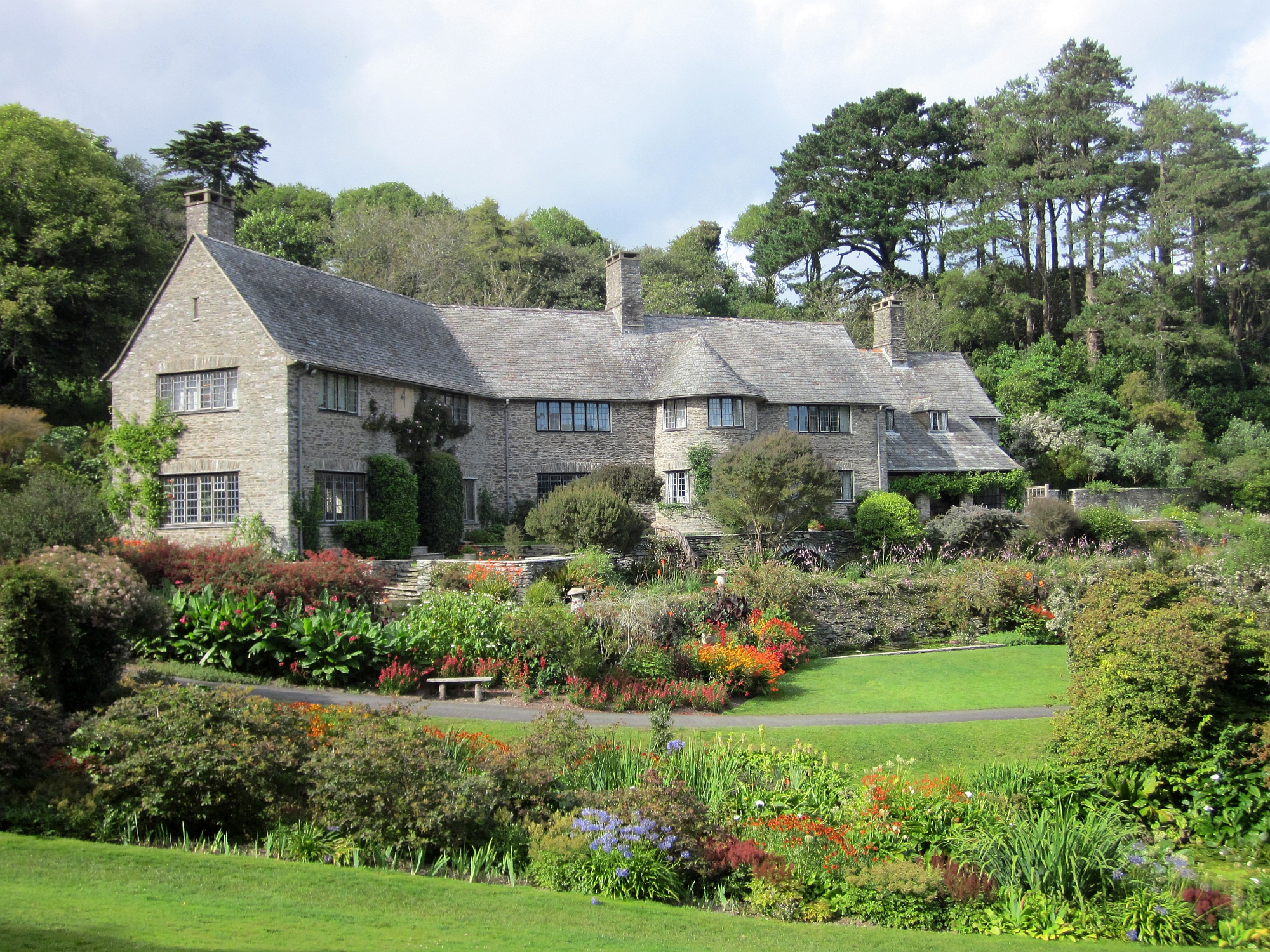
Coleton Fishacre, Haus und Garten, errichtet 1923/26, Devon

Oswald Partridge Milne, FRSA, FRIBA (* Februar 1881 in Balham in Surrey; † 15. Januar 1968 in Hampstead, London) war ein britischer Architekt.

## Leben
Geboren wurde Oswald Milne als Sohn des Architekten William Oswald Milne und seiner Frau Louisa Katherine Partridge. Er besuchte die Bedford School, ging von 1898 bis 1901 bei Arthur William Blomfield in die Lehre und blieb sein Assistent bis 1902. Danach wurde er der Assistent von Edwin Lutyens in dessen Büro in London, bis er sich 1904 selbständig machte. 1919 gründete er eine Partnerschaft mit Paul Phipps.
Milne war 1914 der Architekt von Nuffield Place bei Henley-on-Thames, dem Haus von William Morris, Gründer der Morris Motors in Oxford, später Lord Nuffield. Das English country house ist im Lutyens-Stil erbaut und gehört heute zum National Trust. Zu seinen wichtigsten Werken in London gehört die Inneneinrichtung des Claridge’s Hotel und die Eleventh Church of Christ Scientist.
Zwischen 1947 und 1949 war er Bürgermeister (Mayor) des Metropolitan Borough of Hampstead, das zu dieser Zeit etwa 95.000 Einwohner zählte.
Er war Fellow des Royal Institute of British Architects und der Royal Society of Arts, deren Vizepräsident er von 1959 bis 1961 unter der Präsidentschaft von Prince Philip, Duke of Edinburgh war.

## Bauten (Auswahl)
- 1914: Nuffield Place, bei Henley-on-Thames
- 1922: Ballsaal-Flügel, Claridge’s Hotel in London
- 1923–26: Coleton Fishacre, bei Kingswear, Devon (England)[6]
- 1927: Eleventh Church of Christ Scientist, in London
- 1933–34: Shootlands House, Abinger Common[7]